# Pingala (yoga)
Piṅgalā (पिङ्गला en devanāgarī, terme sanskrit signifiant  rougeâtre, brun, tanné; jaune d'or) est, dans la tradition du yoga, un des trois canaux, nāḍī, avec iḍā et suṣumṇā, qui traversent les cakra de la base du tronc jusqu'au sommet du crâne, permettant à l'énergie de passer et ainsi de créer la lumière au sein des roues que sont les cakra. Symboliquement, pour les Hindous, piṅgalā correspond au fleuve Yamunā, tandis que iḍā est comparé au Gange. Suṣumṇā est symbolisé par un fleuve irréel Sarasvati qui rejoindrait ses deux autres cours d'eau en la ville d'Inde Prayagraj, lieu de pèlerinage.

## Noms patronymiques
- Piṅgala, serviteur de Sūrya ; il mesure les bonnes actions et les péchés des mortels ; on le représente barbu.
- Piṅgala, mathématicien, qui fit une théorie de la prosodie au IVe siècle ; son Chandaḥśāstra décrit la combinatoire des combinaisons de n syllabes longues guru ou brèves laghu.

## Sources
- Kundalini Tantra de Swami Satyananda Saraswati, en français chez Swam éditions,  (ISBN 2-9503389-7-6)